# کفتار غارنشین

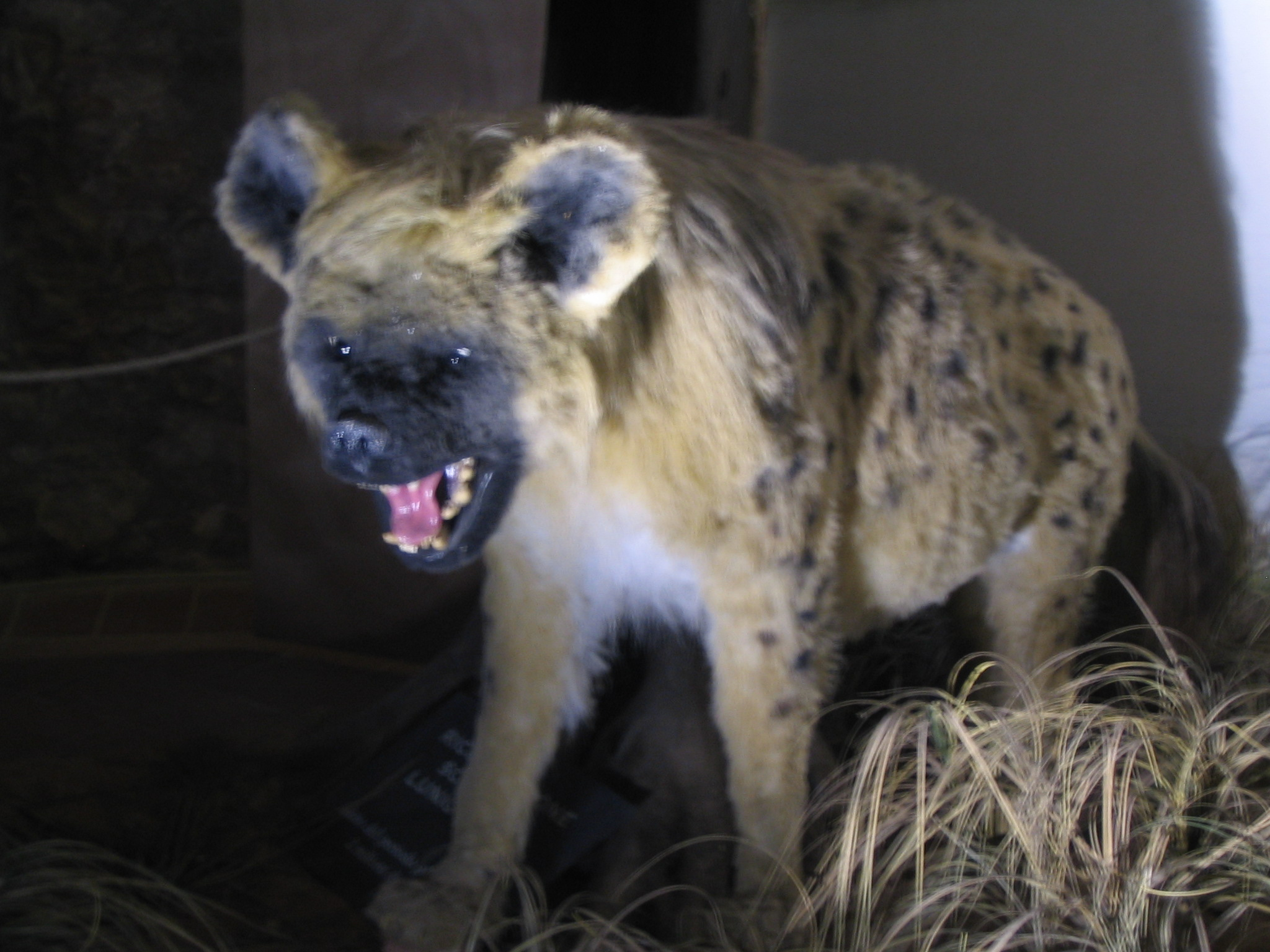
تندیسی از یک کفتار خال‌دار عصر یخبندان اروپا

کفتار غارنشین با نام دیگر کفتار خال‌دار عصر یخبندان (نام علمی: Crocuta crocuta spelaea) نام یک زیرگونه از گونه کفتار خال‌دار است که بین ۵۰۰٫۰۰۰ تا ۱۱٫۰۰۰ سال پیش در پهنه‌ی وسیعی از اوراسیا می‌زیست. سنگواره‌های این جانور از شبه جزیره ایبری تا شرق سیبری کشف شده است. کفتار غارنشین از کفتارهای خال‌داری که امروزه ساکن آفریقا هستند بزرگ‌تر بوده و وزنش به حدود ۱۰۲ کیلوگرم می‌رسید. همچون سایر کفتارهای خال‌دار این جانور نیز یک درنده باهوش و فرصت‌طلب بود که هم به شکار جانوران می‌پرداخت و هم مردارخواری می‌کرد.

## انقراض
کفتار غارنشین از موفق‌ترین پستانداران عصر یخبندان بود و دلیل انقراض آن هنوز به درستی مشخص نیست اما احتمالاً تغییرات اقلیمی که در پایان آخرین عصر یخبندان رخ داد و نیز رقابت بر سر قلمرو و منابع غذایی با انسان‌ها و گرگ‌ها سبب نابودی این جانور شد. جمعیت کفتار غارنشین از حدود ۲۰٫۰۰۰ سال پیش شروع به کاهش کرد و سرانجام در حدود ۱۱٫۰۰۰ سال پیش به طور کامل از میان رفت.

## نگارخانه

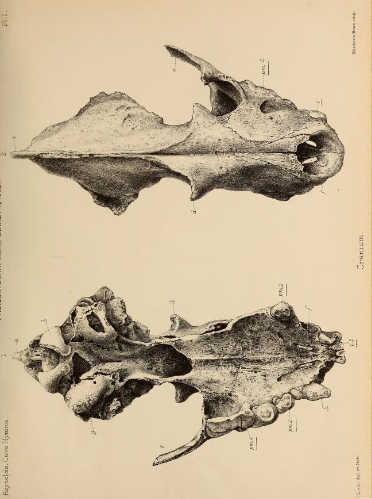
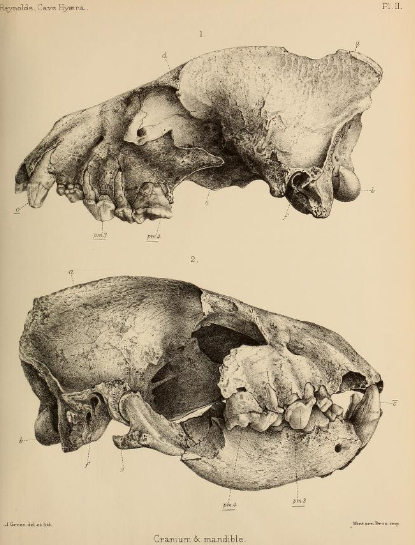
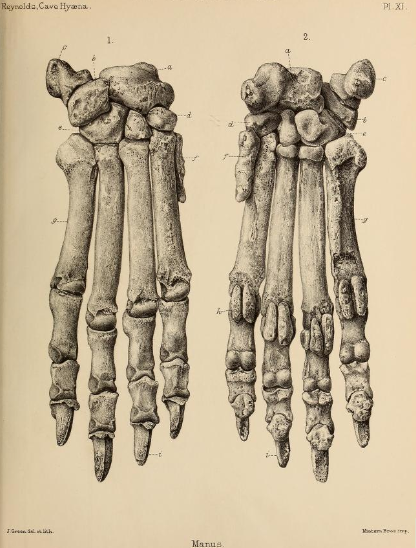
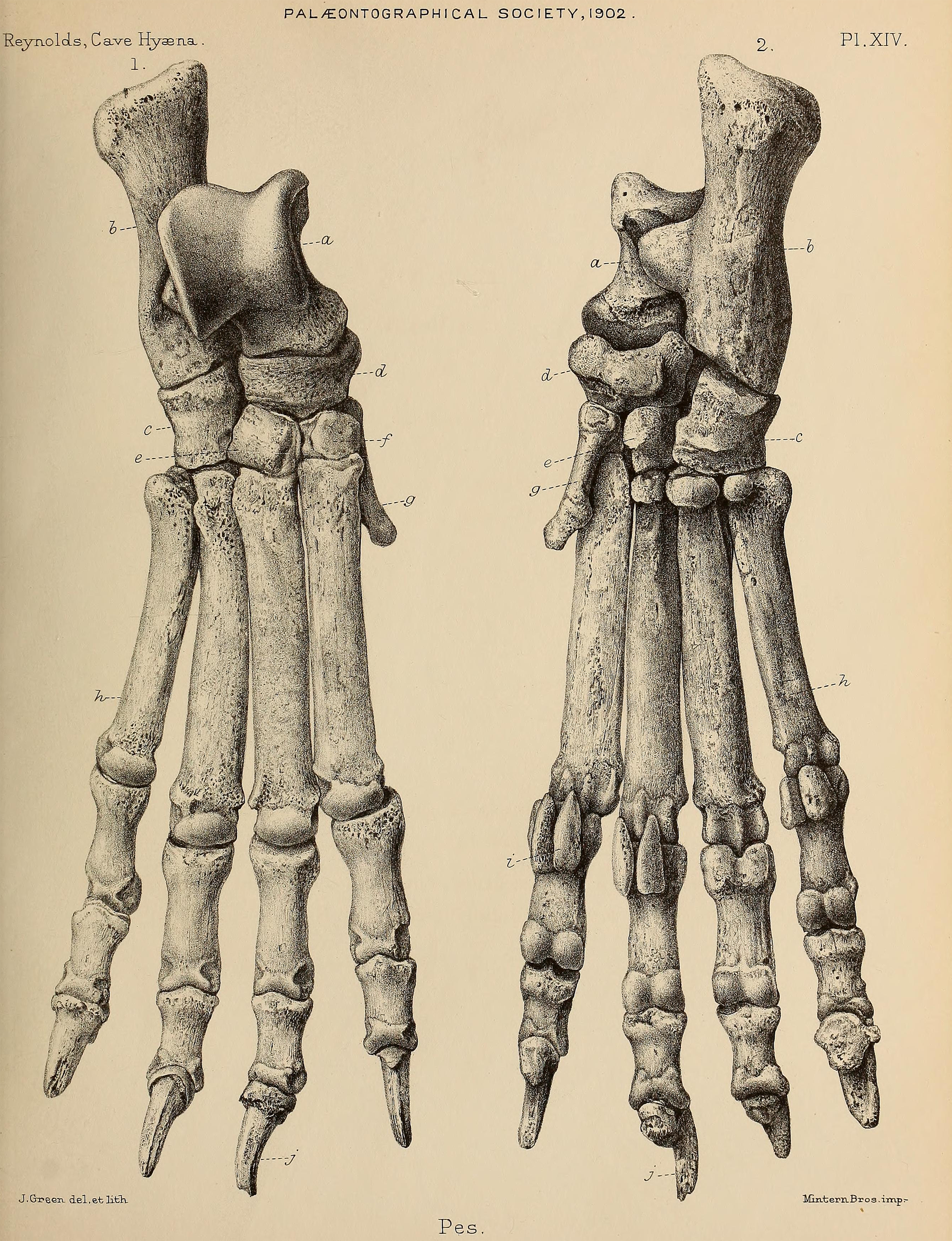
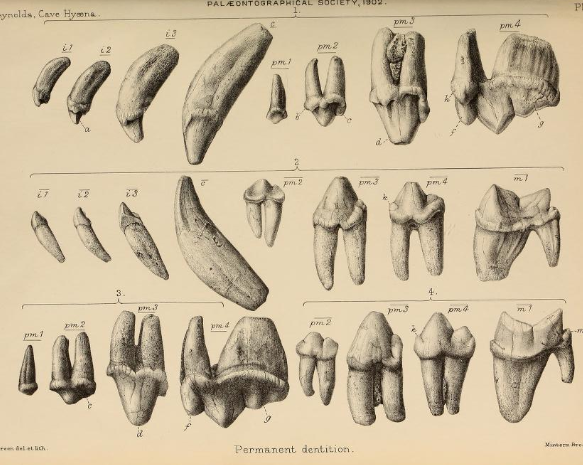
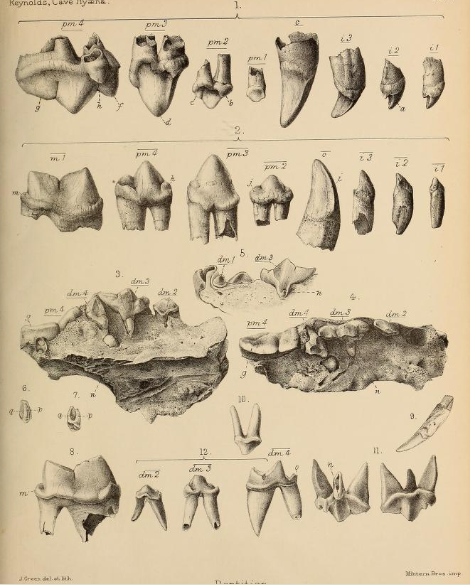
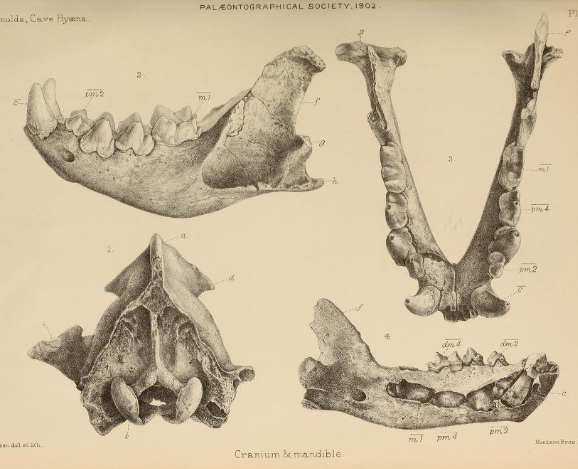
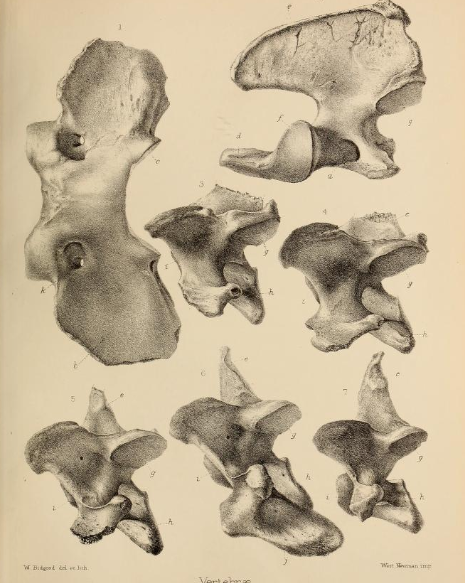
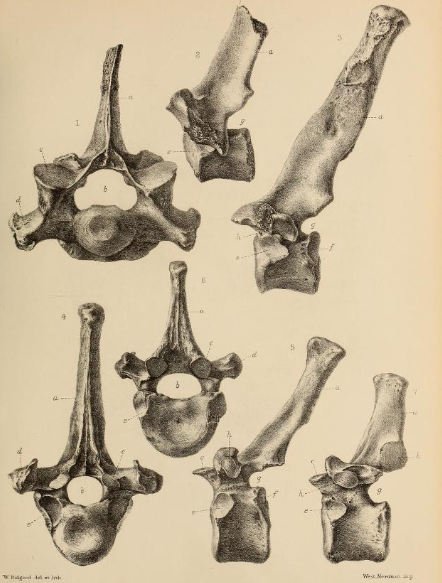
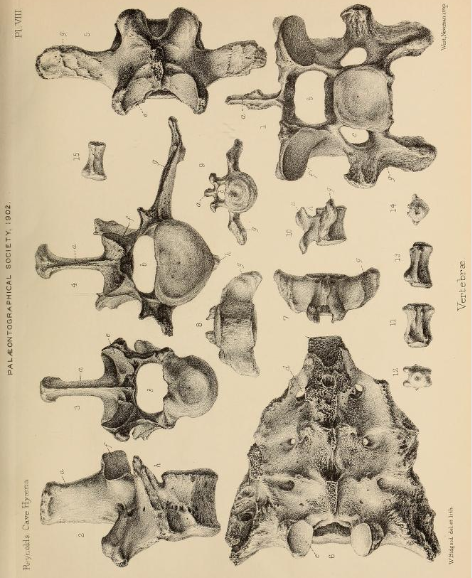
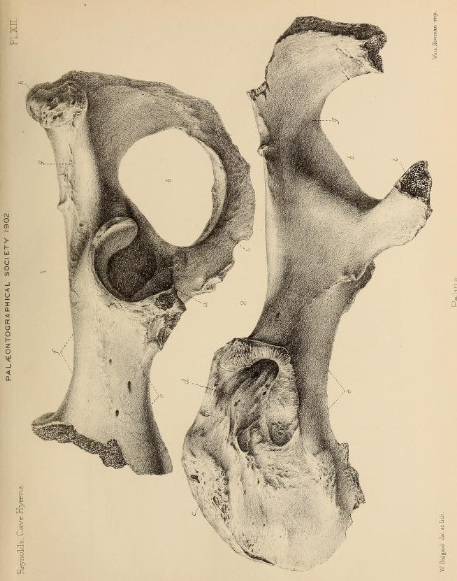
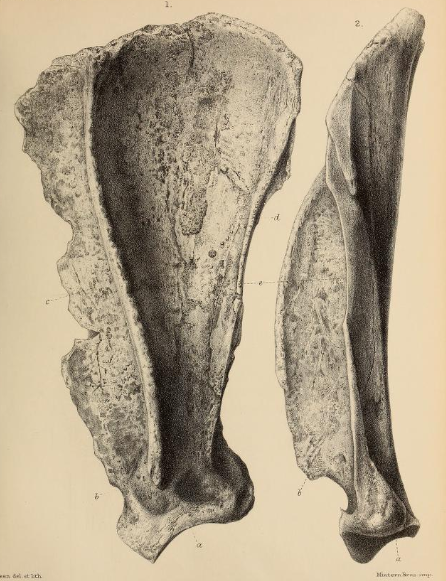